# Elektronische Vorschriftensammlung Bundesfinanzverwaltung
Die Elektronische Vorschriftensammlung Bundesfinanzverwaltung (kurz: E-VSF; 1975–2008 Vorschriftensammlung Bundesfinanzverwaltung, kurz: VSF) ist eine amtliche Publikation des Bundesministeriums der Finanzen und beinhaltet Rechts- und Verwaltungsvorschriften (Dienstvorschriften) sowie Gerichtsentscheidungen für die Finanzverwaltung des Bundes, insbesondere den Zoll.
Die Vorschriftensammlung begann 1975 als Loseblattausgabe und wird seit 2007/08 zusätzlich als Online-Publikation fortgeführt.
Änderungen und Ergänzungen erscheinen in den E-VSF-Nachrichten (E-VSF-N).

## Gliederung und Umfang
Die E-VSF gliedert sich in elf Stoffgebiete.
| E-VSF | RN      | VV     | GE |
| --- | ------- | ------ | -- |
| A – Außenwirtschaftsrecht und Außenhandelsstatistik A 01 00 Außenwirtschaftsrecht A 60 00 Außenhandelsstatistik | 6.355   | 349    | 12 |
| FKS – Vorschriften Finanzkontrolle Schwarzarbeit | 44.179  | 542    | -  |
| H – Haushaltsrecht H 01 00 Allgemeines Haushaltsrecht H 30 00 Inventarmanagement (IVM) H 40 00 Vorschriften für die Kassen und Zahlstellen des Bundes (ohne Zollzahlstellen) H 90 00 Kosten- und Leistungsrechnung | 255     | 1.848  | -  |
| M – Marktordnungsrecht M 01 00 Verträge und gemeinsame Grundverordnung [ Verordnung (EU) Nr. 1308/2013 ] M 02 00 Grundverordnungen M 03 00 Allgemeine Durchführungsvorschriften Fachteil: * M 05 00 Vorschriften, die Ein- und Ausfuhr gemeinsam betreffen * M 20 00 Vorschriften, die nur die Einfuhr betreffen * M 35 00 Vorschriften, die nur die Ausfuhr betreffen M 50 00 Innergemeinschaftliche Regelungen M 80 00 Sonstiges | 9.572   | 309    | -  |
| O – Organisation O 01 00 Gemeinsame Organisations- und Verwaltungsangelegenheiten O 33 00 Personalbedarf und Personaleinsatz in der Zollverwaltung O 36 00 Aufgaben und Zuständigkeiten der Zollverwaltung O 37 00 Fachübergreifende Vorschriften O 39 00 Gemeinschaftsrecht O 80 00 Erzwingungs- und Waffenrecht O 90 00 Material (Beschaffung, Verwaltung, Verwendung; Zolldienstkleidung) | 52.289  | 1.161  | -  |
| P – Personalangelegenheiten P 01 00 Allgemeines Beamtenrecht P 10 00 Laufbahnrecht P 18 00 Vereinbarkeit Familie/Beruf, berufliche Gleichstellung P 19 00 Personalverwaltung/Fürsorge P 24 00 Disziplinarrecht P 25 00 Besoldungsrecht P 36 00 Bildungseinrichtungen, Lehrende | 14.546  | 1.082  | -  |
| S – Allgemeines Steuerrecht S 01 00 Allgemeines Steuerrecht * S 01 01 Innerstaatliches Recht * S 01 71 Gemeinschaftsrecht * S 03 00 Allgemeines [AO-DV Zoll] * S 07 00 Verfahrensgrundsätze * S 09 00 Buchführungs- und Aufbewahrungspflichten * S 13 00 Angelegenheiten der Prüfungsstellen der Zollverwaltung * S 14 00 Sicherheitsleistung * S 15 00 Vollstreckung * S 17 00 Rechtsbehelfsverfahren S 60 00 Kraftfahrzeugsteuer S 80 00 Luftverkehrssteuer | 5.148   | 998    | 2  |
| SV – Sonstige Vorschriften SV 01 00 Verbote und Beschränkungen für den Warenverkehr über die Grenze (VuB) * SV 02 00 Schutz der öffentlichen Ordnung ** SV 02 03 Münzen, Medaillen ** SV 02 05 Geld- und Urkundenfälschungen, papiergeldähnliche Drucksachen und Abbildungen ** SV 02 06 Waffen und Munition (außer Kriegswaffen) ** SV 02 08 Kriegswaffen ** SV 02 09 Chemikalien für die Herstellung von Chemiewaffen ** SV 02 10 Explosionsgefährliche Stoffe ** SV 02 11 Ausgangsstoffe für Explosivstoffe ** SV 02 12 Radioaktive Stoffe ** SV 02 14 Schriften, Ton oder Bildträger, Abbildungen oder Darstellungen mit verfassungswidrigem Inhalt ** SV 02 16 Strafrechtlicher Schutz der öffentlichen Ordnung und Sittlichkeit ** SV 02 20 Sendeanlagen ** SV 02 22 Gefährliche Hunde * SV 04 00 Schutz der Umwelt * SV 06 00 Schutz der menschlichen Gesundheit * SV 08 00 Schutz der Tierwelt * SV 10 00 Schutz der Pflanzenwelt * SV 12 00 Gewerblicher Rechtsschutz * SV 14 00 Schutz des Kulturgutes * SV 16 00 Monopole * SV 17 00 Verkehrsbeschränkungen auf dem Gebiete der Verbrauchsteuern * SV 19 00 Sonstige Verbote und Beschränkungen SV 20 00 Zollkostenrecht SV 40 00 Kontrolleinheiten der Zollverwaltung SV 80 00 Grenzüberschreitender Kraftfahrzeugverkehr SV 89 00 Mess- und Eichvorschriften SV 96 00 Verwaltungsrecht                                                  | 43.122  | 1.006  | -  |
| V – Verbrauchsteuern V 10 00 Tabaksteuer V 20 00 Alkoholsteuer V 30 00 Biersteuer V 40 00 Stromsteuer V 50 00 Schaumwein- und Zwischenerzeugnissteuer V 60 00 Kaffeesteuer V 70 00 Alkopopsteuer V 80 00 Energiesteuerrecht V 90 00 Gemeinsame Angelegenheiten auf dem Gebiet der Verbrauchssteuern | 4.001   | 1.179  | 4  |
| Z – Zoll Z 01 00 Allgemeines Zollrecht * Z 01 05 Innerstaatliches Recht * Z 02 00 Gemeinschaftsrecht [z. B. Z 02 01 UZK] * Z 04 00 Material zum Zollrecht * Z 05 00 Einzelregelungen zum gemeinschaftlichen und nationalen Zollrecht * Z 06 00 Erfassung des Warenverkehrs * Z 07 00 Zollbehandlung; allgemeine Vorschriften * Z 08 00 Außertarifliche Einfuhrabgabenbefreiungen * Z 09 00 Zollschuldrecht * Z 10 00 Überführung in den zollrechtlich freien Verkehr * Z 11 00 Erlass, Erstattung oder Nacherhebung von Eingangs- oder Ausfuhrabgaben * Z 12 00 Vereinfachte Verfahren zur Überführung von Waren in den zollrechtlich freien Verkehr * Z 15 00 Aktive Veredelung * Z 16 00 Passive Veredelung * Z 29 00 Vorübergehende Verwendung * Z 23 00 Sondervorschriften für Teile des Zollgebiets der Gemeinschaft * Z 25 00 Formelle Erleichterungen bei der Zollabfertigung; Grenzempfehlungen, Kuriergepäck * Z 26 00 Vereinfachungen; Automatisierung des Zollverfahrens [ATLAS] * Z 27 00 Überwachung des grenzüberschreitenden Barmittel-/Bargeldverkehrs * Z 28 00 Erfassen und Sammeln der Zollbelege * Z 29 00 Verwaltung * Z 30 00 Zollvordrucke Z 32 00 Einheitspapier/Versand/zollrechtlicher Status Z 40 00 Warenursprung und Präferenzen Z 44 00 Völkerrechtliche Regelungen Z 50 00 Zollwertrecht Z 60 00 Truppenzollrecht Z 80 00 Einfuhrumsatzsteuer [z. B. Z 81 01 DV EUSt] | 25.254  | 2.025  | 6  |
| ZT – Zolltarif ZT 01 00 Zolltarif * ZT 01 02 Weltzollorganisation (WZO) * ZT 02 00 Zolltarif [z. B. ZT 02 04 KN] * ZT 04 00 Verbindliche Zolltarif- und Ursprungsauskunft * ZT 06 00 Antidumping- und Subventionsrecht (ausgenommen Welthandelsorganisation – WTO) * ZT 06 40 Unlautere Preisbildungspraktiken * ZT 07 00 Entscheidungen * ZT 11 00 Vordrucke | 968     | 124    | 1  |
| Archiv | 34.622  | 11.706 | 31 |
| Summe (ohne Mehrfachnachweise; Stand: Januar 2022) | 170.454 | 21.746 | 56 |